# 박완규 (1929년)
박완규(1929년 4월 10일 ~ )는 대한민국의 비전향 장기수이다.

## 생애
충청북도 청원군 출생이다. 20대 초반에 한국 전쟁이 발발하자 조선민주주의인민공화국을 지지하면서 정찰병으로 참전한 뒤 월북하였다. 누이 등 가족은 대한민국에 남아 있었다.
박완규는 평양에 정착하였다가 공작원으로 남파되었다. 1967년 9월에 체포되어 전향을 거부하고 비전향 장기수가 되었다. 1999년 2월에 석방될 때까지 총 수감 기간은 약 31년이다. 평양에는 결혼 8년 만에 헤어진 아내와 유복자를 포함한 2남 2녀의 자녀가 살고 있었다.
출옥 후에는 서울특별시 은평구에서 다른 출소 장기수들과 공동 생활을 하였다. 이때 대한민국이 "민족적 형식에 내용은 사회주의적 사회"가 되기를 바란다는 바람을 밝힌 바 있다.
2000년 6·15 남북 공동선언에 의거해 조선민주주의인민공화국으로 송환되어 가족과 다시 만나고 조국통일상을 받았다. 2006년 로동신문에 수기 〈백승의 최고사령관기를 우러릅니다〉를 발표하여 김정일과 선군 정책을 향한 지지를 표명했다. 2005년 조선민주주의인민공화국에서는 박완규의 삶을 소재로 한 장편 소설 《삶의 보람》이 출간되었다.

## 참고 문헌
- 김만수 외 12인 (2003). 〈사라지지 않는 별 (박완규)〉. 《신념과 의지의 강자들 -  비전향 장기수들의 수기 4》. 평양: 평양출판사.